# 魁岗文塔
魁岗文塔是一座位于中国广东省佛山市三水区西南街道河口社区魁岗自然村的古塔，建于1602年，1984年公布为三水市文物保护单位，2006年10月25日重新公布为佛山市文物保护单位（列在第一至第三批内），2015年12月10日公布为广东省文物保护单位。